# Las Médulas (Carucedo)
Las Médulas es una localidad española perteneciente al municipio de Carucedo, en la provincia de León, comunidad autónoma de Castilla y León. Está situado al final de la CV-191-2 justo al lado de las ruinas romanas de Las Médulas y Carucedo.

## Demografía

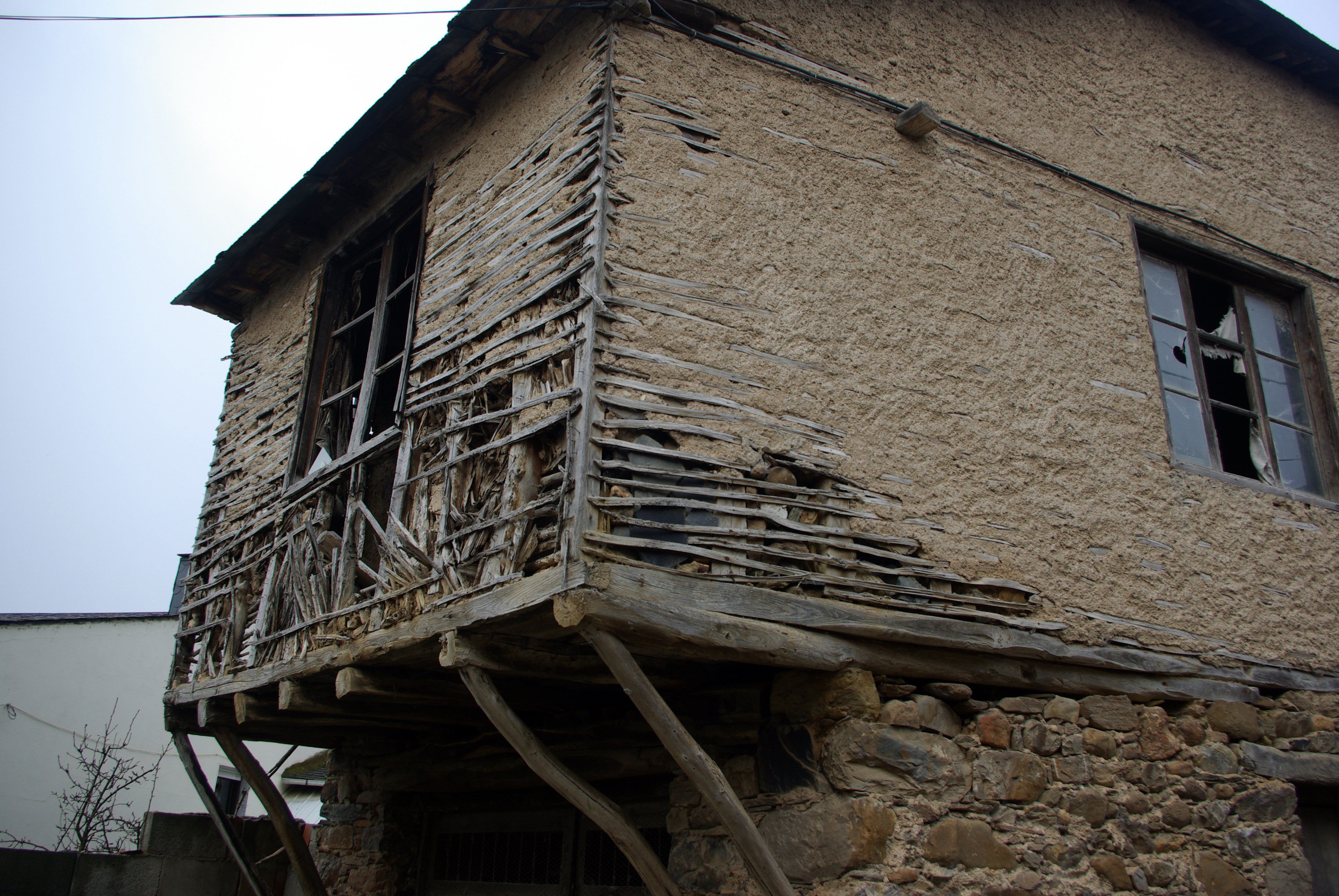
Arquitectura popular en Las Médulas

Tiene una población de 74 habitantes (INE 2023).